# Vlag van Österlen

Vlag van Österlen

De vlag van Österlen is een Scandinavisch kruisvlag die tegenwoordig veel te zien is in Österlen. De vlag is een mix van de vlag van Skåne en de vlag van Bornholm. De vlag is onofficieel en werd gemaakt door een inwoner van Österlen die anoniem wenst te blijven. De eerste bekende afbeelding van de vlag is de afbeelding die in 2011 werd geüpload naar Wikipedia. Het werd geüpload door een anonieme gebruiker die verklaarde dat de vlag was gemaakt in 2010. Volgens de auteursrechtlicentie van 2011, die wereldwijd van toepassing is, werd de afbeelding gedoneerd aan het publieke domein (CC0 1.0 Universal Domain Dedication), wat betekent dat volgens de overeenkomst de afbeelding behoort tot het publiek en kan worden gebruikt door iedereen en op elke manier, inclusief voor commerciële doeleinden en zelfs in gewijzigde vorm. Volgens de overeenkomst heeft de auteur zijn rechten voor altijd overgedragen aan het publiek en afstand gedaan van het recht op toekomstige annuleringen van de overeenkomst voor het publieke domein.
De vlag dook voor het eerst op in Österlen in 2015, toen er stickers werden opgeplakt in Simrishamn en elders. In 2016 werd de vlag geproduceerd door een bedrijf dat hem online had gegoogled. Het bedrijf registreerde zich in 2016 als ontwerper in de Zweedse ontwerpdatabank en het product werd beschermd door een ontwerpoctrooi (aanvraagnr. 2015/0290). In 2017 werd de vlag als handelsmerk geregistreerd in de Zweedse Databank van Handelsmerken (reg.nr. 540336) In een verslag in P4 Kristianstad stelt de anonieme auteur, die geen banden heeft met het bedrijf, dat de vlag "online werd gepubliceerd, om vrij te delen met iedereen die hem wil gebruiken".